# Дербаремдікер Марк Львович
Дербаремдікер Марк (Мордке, Мордехай) Львович (9 липня 1920 р., м. Бердичів - 16 жовтня 2007 р., м. Київ) - ідишист, збирач усного єврейського фольклору, раціоналізатор та винахідник, кандидат хімічних наук, прямий нащадок великого бердичівського цадика Леві-Іцхака.

## Біографія
Народися 9 липня 1920 р. у м. Бердичеві. Мати - Перл (в перекладі - Перлина) Ойзеровна Дербаремдікер (до шлюбу Квенцель, 1890 р., Бердичів - 27 листопада 1952, Київ) та батько - Леві-Іцхак Дербаремдікер (1887, Бердичів - 5 березня 1972, Київ) одружилися в 1912 році у м. Бердичеві.
 

Будинок,  якому народився Марк, був розташований на Качанівці, між Старим та Новим містом. Однак родина через певний час переїхала у будинок на розі Золотого провулку та вулиці Качанівської. У квартирі, в якій оселилася родина, раніше проживав видатний єврейський письменник Менделе Мойхер Сфорім.  В родині Дербаремдікерів свято зберігали та дотримувалися єврейських традицій. 
"Я народився у Бердичеві 9 липня 1920 року. Моє єврейське ім'я Мордке-Ойзер Леві-Ісаакович. Керівництво єврейської громади видало мені свідоцтво про народження двома мовами: на ідиш та на івриті. Мій день народження також вказується як за єврейським, так і за сучасним календарем. Я народився через кілька днів після того, як Червона Армія увійшла до Бердичева і оголосила радянську владу." 
Спочатку навчався під наглядом матері, а у віці 4 років почав навчання у хедері, яка діяла при Бердичівській синагозі, як і більшість єврейських хлопчиків у місті. 
"Ми сиділи за довгим столом і по черзі підходили до вчителя, щоб читати молитви. Ребе було дозволено карати неслухняних хлопчиків чи тих, хто погано читав. Я не пам'ятаю, щоб мене карали, тому я вважаю, я поводився добре і добре вчився." 
Після закриття радянською владою хедеру, Марк продовжив навчання в одній з місцевих радянських трудових загальноосвітніх єврейських шкіл, де навчання проводилося на ідиш. На той час вивчення релігії та древньоєврейської мови в школах були під забороною.  
Мій батько рекомендував мені навчатися, щоб стати інженером. Моя російська та українська були бідні, і я почав вивчати ці мови у 15 років. 
У 1936 р. Марк поїхав до Києва, де вступив до Київського технологічного інституту легкої промисловості (зараз Київський Державний університет технологій та дизайну). На другому році навчання Марка прийняли до комсомолу. Батько Марка вважав, що з владою не потрібно конфліктувати. 
У червні 1941р закінчив хіміко-технологічний факультет з відзнакою та мав отримати направлення на роботу на шкіряній фабриці. Але почалася Велика Вітчизняна війна. Через поганий зір Марк не потрапив на фронт, але працював як копач протитанкових ровів. 
У роки Другої Світової війни Марк перебував в евакуації, де став головним інженером Орського шкіряного та овчинного заводу, на якому виконували замовлення для військової промисловості та армії. Тут він отримав військове звання інженер-лейтенант. 
Батьки Марка встигли виїхати з міста до прибуття німецької армії, що врятувало їм життя. 

## Повоєнні роки
По закінченню війни захистив кандидатську дисертацію та став кандидатом хімічних наук. Понад 30 років працював у Києві в Науково-дослідному інституті шкіряної промисловості. Марк Львович активно займався науковою діяльністю, в його активі 140 наукових публікацій та понад 80 свідоцтв на винаходи. За значні досягнення присвоєно почесне звання " Кращий винахідник легкої промисловості СРСР". Одночасно він продовжував  вивчення єврейської історії та культури: читав світових класиків та сучасних єврейських авторів, вивчав відомих філософів та істориків різних часів. 
У 1948 р. одружився, а через два роки народилася дочка. 
У 1962 р. отримав невелику квартиру в м. Києві. 
На початку 1990-тих Марк Дербаремдікер вийшов на пенсію. Активно відвідував синагогу, бав почесним членом головної Київської синагогальної громади. Разом з рідним братом став активістом єврейського міжнародного руху. 
Помер 16 жовтня 2007 р. в Києві, де його і поховано. За своє життя так і не мав можливості побувати в Ізраїлі.

## Літературна діяльність
Марк Дербаремдікер отримав визнання як спеціаліст по єврейських символах. Став одним з засновників Єврейського Соломонного університету. Викладав їдиш та курс історії хасидизму. Писав статті з питань єврейського мовознавства, історії та літератури, які публікувалися на різних мовах в Україні, Росії, Польщі, США, Ізраїлі та інших країнах. 
На початку 2000-х співпрацював з Українським центром вивчення історії Голокосту. Публікувався в науково-педагогічному бюлетені "Голокост і сучасність". 

## Вибрані патенти
Автор 80 патентів, серед них:
- Спосіб отримання жируючих засобів для шкіри 05.09.1975 р. № документа 00483435
- Склад для покриття шкіряного взуття 25.11.1976 р. № документа 00536206
- Спосіб отримання поліфункціональних кисневмісних сполук 25.04.1976 р. № документа 00511312
- Склад для жирування шкіри 25.09.1977 р. № документа 00573502
- Склад для жирування шкір та спосіб його виробництва 07.10.1980 р. № документа 00768811
- Спосіб обробки поверхні шкіри 15.09.1980 р. № документа 00763470
- Спосіб отримання жируючих засобів для шкіри 07.01.1981 р. № документа 00794076
- Водний склад для жирування хутряних шкурок 23.01.1981 р. № документа 00798177
- Склад для обробки хутряних та шкіряних виробів 23.10.1982 р. № документа 00968073
- Спосіб обробки виробів із синтетичних полімерних матеріалів 07.03.1983 р. № документа 01002333
- Спосіб отримання сульфатів оксиетиленових ефірів моноетаноламіду жирних кислот 15.06.1984 р.
- Спосіб отримання емульгатора для жирування шкір 23.06.1985 р. № документа 01162793
- Спосіб отримання емульгатора для жирування шкір 23.06.1985 р. № документа 01162794
- Склад для жирування шкіри 28.02.1986 р. № документа 01214765
- Склад для обробки шкіри 30.09.1987 р. № документа 01341202
- Аппретура для виробів зі шкіри 30.08.1987 р. № документа 01333714
- Спосіб дублення шкір 30.06.1989 р. № документа 01490163
- Спосіб отримання шкір білого та світлого тонів 23.12.1990 № документа 01615182
- Спосіб виробітку шкір 07.09.1991 р. № документа 01675334
- Спосіб виробітку шкір для низу взуття 30.11.1991 р. № документа 01694645
- Склад для жирування шкіри «суфол» 30.05.1993 р. № документа 01818352
- Спосіб фарбування шкіри 30.04.1993 р. № документа 01812254